# 羽幌港
羽幌港（はぼろこう）は、北海道苫前郡羽幌町にある港湾。港湾管理者は羽幌町。港湾法上の「地方港湾」に指定されている。日本海の北部に位置しており、羽幌炭鉱で採炭した石炭の積み出し港として発展した。天売島・焼尻島への離島航路があり、地域の生活・産業や観光に利用している。

## 港湾施設
主な港湾施設は次の通り。「町勢要覧資料編」参照。
中央埠頭には北るもい漁業協同組合の関連施設（本所・卸売市場・直売所）が立地している。
けい留施設
- 大型けい船岸壁
  - 第1港町岸壁
  - 第2港町岸壁
  - 第3港町岸壁
  - 第1中央-5.0 m岸壁（耐震）
  - 第2中央-5.0 m岸壁

外かく施設
- 防波堤
  - 南防波堤
  - 北防波堤
  - 新北防波堤
  - 西防波堤
  - 波除防波堤
  - 浜町防波堤
  - 浜町波除堤
  - 内港防波堤
  - 防波堤（波除）
- その他
  - 港町防砂堤
  - 北突堤

荷さばき保管施設
- 第1中央-5.0 m岸壁（耐震）
  - 旅客上屋
- 漁港区物揚場
  - 上屋
  - 倉庫
- 港町物揚場
  - 倉庫

## 航路
フェリー
- 羽幌沿海フェリー
  - 羽幌—焼尻—天売—焼尻—羽幌

## 沿革

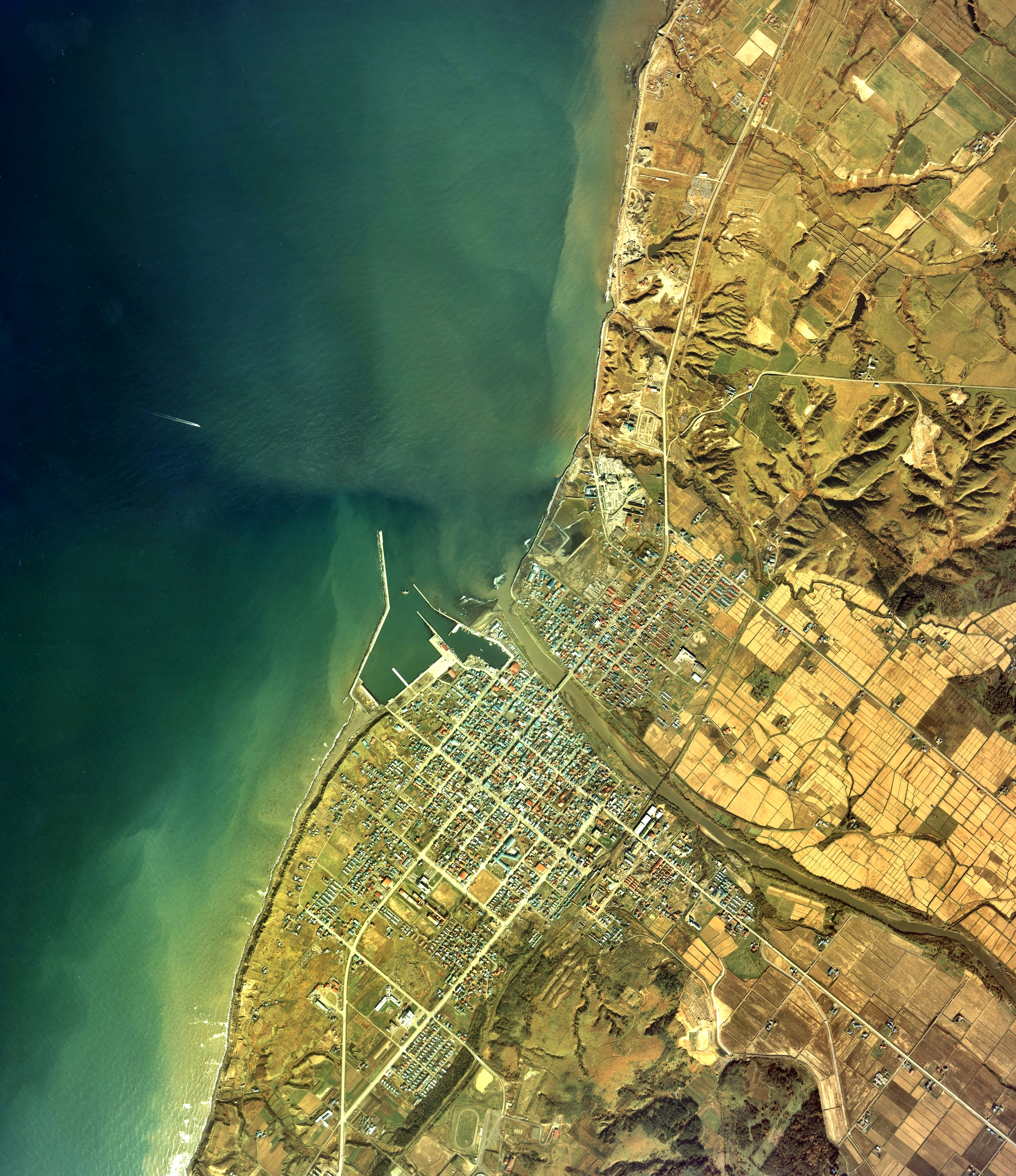
羽幌港と羽幌町中心部周辺の空中写真（1977年（昭和52年）撮影の7枚を合成作成）。。

1887年（明治20年）に石川県人が捕鯨を始め、ニシンの漁業者の来往が増えて町が発展した。1932年（昭和7年）の日本国有鉄道（国鉄）羽幌線延伸開業までは海上輸送が物資の運搬の中心であり、当時は羽幌川の河口付近の堤防で荷物の積み下ろしを行っており、船入澗の修築が望まれていた。大正になってニシンが不漁になると沖合漁業への転換が必要となったため、1925年（大正14年）には北海道庁に船入澗修築を陳情した。1932年（昭和7年）に「第二種港湾」としての着工が決定し、1935年（昭和10年）に一応の完成を見た。ところが、翌年に発生した災害によって港内が埋没したため船舶の出入りが不可能となり、復旧のため毎年海底の砂泥を取り除く浚渫工事を行わなければならなかった。そこで、1940年（昭和15年）から羽幌川を港の外に流して港湾機能の回復を図る計画を立て、1943年（昭和18年）に完成した。1941年（昭和16年）には羽幌炭鉱の築別炭礦を結ぶ羽幌炭礦鉄道が開業し（1970年廃止）、石炭の積み出し港としての役割を担っていた。

### 年表
- 1932年（昭和07年）：「第2期拓殖計画」第1期工事として着工[6]。
- 1950年（昭和25年）：苫前両島定期航路（現在の羽幌沿海フェリー）による「天羽丸」羽幌寄港開始[4]。
- 1953年（昭和28年）：「地方港湾」指定し、羽幌町が港湾管理者となる[6]。
- 1964年（昭和39年）：港湾隣接地域指定[6]。
- 1966年（昭和41年）：臨港地区指定[6]。
- 1969年（昭和44年）：羽幌港が両島航路の基地となる[4][5]。
- 1970年（昭和45年）：羽幌炭鉱閉山に伴い、石炭積出し終了[6]。
- 1986年（昭和61年）：羽幌川新水路通水[6]。
- 1989年（平成元年）：フェリー「おろろん」就航[6]。
- 1991年（平成03年）：高速船「さんらいなぁ」就航[6][7]。
- 2001年（平成13年）：フェリー「おろろん2」就航[6]。
- 2013年（平成25年）：本港地区耐震強化岸壁、新フェリーターミナル供用開始[6][8][9]。高速船「さんらいなぁ2」就航[6][8]。

## 参考資料
- “H27羽幌港事業説明資料” (PDF).  北海道開発局留萌開発建設部. 2017年12月1日閲覧。